# 金村別雷神社
金村別雷神社（かなむらわけいかずちじんじゃ、かなむらわけいかづちじんじゃ、かなむらべつらいじんじゃ）は、茨城県つくば市にある神社。近代社格制度に基づく旧社格は、郷社。茨城県水戸市の別雷皇太神、群馬県邑楽郡板倉町の雷電神社と並ぶ関東三雷神の1社とされる。茨城百景の1つでもある。
金村別雷神社本殿（附棟札1枚）・本殿覆屋（かなむらべつらいじんじゃほんでん（つけたりむなふだ1まい）・ほんでんおおいや）の名称で茨城県指定有形文化財（建造物）に、金村別雷神社（拝殿，神楽殿，回廊）（かなむらべつらいじんじゃ（はいでん，かぐらでん，かいろう））の名でつくば市指定有形文化財（建造物）に指定されている。

## 概要
小貝川のほとり、つくば市上郷の宮東に鎮座する。地域住民の厚い信仰を集めるだけでなく、雷神として関東地方でその名を知られる。境内は1,613坪（≒5,532m2）。茨城県には社名に「雷」の付く神社が26社があるが、その中で金村別雷神社は唯一の郷社であり、残りの神社は村社か無格社である。関東地方の雷神信仰において、金村別雷神社は、雷電神社に次ぐ規模を有する。「雷」の付く神社の鎮座地は、いずれも落雷多発地域であり、社地が自然堤防上の微高地や氾濫原など河川や湖沼沿いにあるという共通点がある。金村別雷神社は沖積低地の氾濫原にあるが、境内地が冠水することはなかったという。鎮座地の標高は約14mである。
境内にはケヤキやエノキが茂る。1960年代までは参道沿いに鳥居前町が形成されていたが、小貝川の改修工事によって町全体が堤防の左岸に移転したため、現地に残った神社と分離し、宿泊所や土産物店は廃業した。鳥居前町の跡地は、参拝者の駐車場として利用されている。
関東鉄道常総線三妻駅より自動車で3分。

### 竹垣直温の碑
境内には、江戸幕府の代官である竹垣直温を讃える碑が設けられている。正式な碑の名前は「竹垣君徳政之碑」。撰文は儒学者の亀田鵬斎が行った。
竹垣直温は上郷陣屋に入って、この地で徳政を行ったことから人々に慕われ、竹垣の碑をなでると子宝に恵まれると言われている。

### 祭神
祭神の別雷大神は雷を支配する神であり、荒魂・和魂双方の性格を有する。荒魂としては、雷の威力によって降水をもたらすと同時に病害虫を駆除する農業神として崇められた。和魂としては恵みの雨をもたらし、万物に生気を与える神である。特に関東では雨乞いの神として崇敬者を集め、家内安全・無病息災が祈願された。雷除けや疱瘡（ほうそう、天然痘のこと）治癒の神としても信仰されている。ほかに養蚕神社など境内社が10社ある。
最も重要な御利益は降雨祈願（雨乞い）であり、境内の井戸はその聖性の象徴とされ、1960年代頃まで儀式に用いられた。

## 境内社

合社殿

雷電社

- 合社殿
  - 丹生神社（たんしょうじんしゃ）
  - 角身神社（つぬみじんしゃ）
  - 神明神社（しんみよまうじんしゃ）
  - 身代神社、須賀神社（すがじんしゃ）
  - 稲荷神社（いなりじんしゃ）
  - 貴舩神社（きふねじんしゃ）
  - 養蚕神社（ようさんじんしゃ）
  - 八幡神社（はちまんじんしゃ）
  - 厳嶋神社（いつくしまじんしゃ）
  - 天満宮（てんまんぐう）
  - 愛宕神社（あたごじんしゃ）
  - 鹿嶋神社（かしまじんしゃ）
  - 科戸神社（しなとじんしゃ）
- 松尾大明神（まつおだいみょうじん）
- 雷電社（らいでんしゃ）
- 水神宮（みずじんぐう）

## 建築

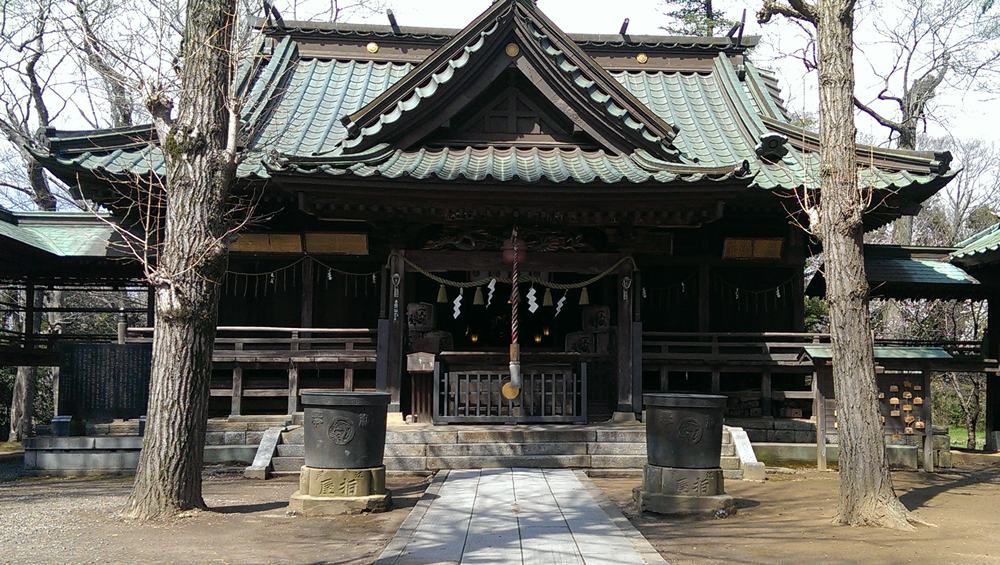
拝殿

- 本殿 - こけら葺き、一間社流造（いちげんしゃながれづくり）で、棟札の年代から正徳4年（1714年）に建てられた[注 1]ものと考えられている[5]。彫刻を多用した豪華な装飾が施されている[5][6]。茨城県指定有形文化財（建造物）[19]。
- 覆屋 - 本殿を覆う銅板葺きの建物で、天保2年（1831年）に改築されたと考えられている[5]。茨城県指定有形文化財（建造物）[19]。
- 拝殿 - トタン葺き、入母屋造で1879年（明治12年）の再建[8]。面積32坪（≒105.8m2）[10]。つくば市指定有形文化財（建造物）[19]。拝殿内にある神社名の額・幟・太鼓は講社から寄贈されたものである[20]。
- 神楽殿 - 瓦葺きで1879年（明治12年）の再建[8]。面積7.5坪（≒24.8m2）[10]。つくば市指定有形文化財（建造物）[19]。
- 回廊 - トタン葺きで1879年（明治12年）の再建[8]。つくば市指定有形文化財（建造物）[19]。

神楽殿

覆屋

## 歴史
中世に鎮座地の周辺地域で勢力を有していた豊田氏の初代領主である豊田将基が、京都の賀茂別雷神社から分霊を勧請して創建した。承平元年（931年）のことである。由緒として以下のような話が伝わっている。
前九年の役で豊田将基が源義家に随伴して清原武衡の討伐に臨んだ際に、阿武隈川を渡れずに苦労した。その時、後冷泉天皇から勅許された金色の龍旗から龍が飛び出し、橋のように川に横たわった。将基らは一族を率いて龍の上を渡って敵陣に切り込み、武功を揚げて従五位下下総守副将軍の地位を得た。そこで金色の龍旗を神体として神社を建立し、金の旗から別名「金村神社」と呼ばれるようになった。
それ以来長きにわたって上郷の地にあったが、神社について記録した文献は数少ない。寛政12年（1800年）作の『上郷村明細帳』では、「水の祠」として建立していたと書かれており、『豊里の歴史』は、豊田氏が滅亡し、多賀谷氏が治める時代になると社殿が荒廃し、水の祠として残ったものと推察している。その後『上郷村明細帳』は、村民が社殿を造立し、寛文10年（1670年）の検地の際に曽根五郎左衛門が現在の社地を賜って遷座した、と記述している。
江戸時代には神仏習合のため、境内に明光院の別当が置かれていた。別当職は豊田氏が権勢を振るっていたうちは豊田氏一族または重臣が務め、神社の管理もしていたと見られる。文化12年（1815年）、竹垣直温の頌徳碑（しょうとくひ）が境内に建立される。江戸時代後期になると参道沿いの約250mにわたって鳥居前町が形成され、1960年代まで続いた。
明治時代になると廃仏毀釈によって明光院が廃寺となり、神社から仏教色が除かれた。1980年（昭和55年）3月27日に当時の豊里町が拝殿など計3棟を「金村別雷神社（拝殿，神楽殿，回廊）」として町指定文化財に指定、つくば市の市制施行に伴い市指定文化財となる。1991年（平成3年）1月25日には茨城県が本殿など計2棟を「金村別雷神社本殿（附棟札1枚）・本殿覆屋」として県指定文化財となった。

## 祭事

白木の大神輿

例祭は旧暦3月15日に催行されていたが、1993年（平成5年）以降、新暦4月の第3土・日曜日に行われている。正式名は「春大祭」で、「お雷まち」とも呼ばれる。竜神舞や稚児舞が奉納されるほか、無病息災を祈念した紅白の餅まきも行われる。参道には露天商も多く出店し、境内は賑わう。赤飯を炊いて草餅を作って参拝する習慣があった。
1月1日には、御目覚祭（初祈祷）として、前年11月26日に眠りに就いた竜神の目覚めを祝う。

## 信仰

### 個人祈願
多様な祈願がなされるが、1995年（平成7年）度の祈願内容の半数以上は家内安全であった。以下、交通安全、商売繁盛、厄除け・方位除、七五三と続き、本来の御利益である雷・風除けは8番目である。雷・風除けの祈願者は農家だけでなく、電力会社による「落雷鎮火祈願」も行われている。
個人祈願者は、茨城県・栃木県・千葉県・埼玉県・東京都・神奈川県・長野県・愛知県の1都7県であるが、茨城県から参拝に来た者が全体の85.2%を占めている。氏子地域はつくば市豊里地区の上郷・手子生（てごまる）・野畑・角内・木俣の5大字。個人祈願者の34%が元日に祈願を行う。

### 金村講
金村別雷神社では、共同祈願の方法として「金村講」と呼ばれる講組織が結成されるのが一般的である。金村講には以下の4種類が存在する。
1. 太々講（だいだいこう）
春と秋の大祭に太々神楽を奉納する[注 2]講で、4つの講の中で最も歴史のある組織である[32]。代参人が講の加入者（講員）全員分の神棚用の中札と田畑に祀る神札を受け取る[32]。雹虫除け（雹や落雷、害虫による被害を防ぐ祈願）の祈願が行われる[18]。
2. 祈念講
元旦に祈祷を受けた神札を、代表者が郵送で講員全員分を受け取って各戸に配布することで、新年の祈願を行う[24]。郵送による結び付きであるため講と神社の繋がりは希薄で、講員の数が少ない[33]。講組織が崩壊し、個人となった講もある[33]。
3. 日月年参講（にちげつねんまいりこう）
毎日、毎月、毎年代参人が参拝する講[24]。現在は毎日参拝する講はなく、「毎月」参拝の講でも年2回に簡略化されているものもある。この講に分類される講組織のうち95%は年1回の参拝を行う年参講である[24]。降雨祈祷に端を発し、疫病などの災厄が集落に入ることを防ぐ道切りの祈願が行われる[34]。
4. 春秋団体講
4月または11月に講員が総出で参拝する講で、江戸時代から続くものもあるが、第二次世界大戦前後の神社による教化活動で組織された講の中には代参で済ますものもある[18]。

信仰圏は1949年（昭和24年）時点では茨城県・千葉県・埼玉県・東京都・栃木県・福島県の1都5県で218講存在したが、1995年（平成7年）には茨城県・千葉県・埼玉県・東京都の1都3県に縮小した。特に千葉県や埼玉県の都市化が進行した地域では講の減少が著しい。金村講は神社の南から西にかけて密に分布し、八溝山地・筑波山地に阻まれ、水戸市の別雷皇太神の信仰圏と重複する神社の北にはほとんど見られない。なお、信仰圏の画定には社務所資料や、境内の講碑文・奉納額などを利用している。
金村別雷神社の近隣に形成される第1次信仰圏（つくば市豊里地域など）では、講組織が他の宗教組織や自治会組織に従属し、神札の定期的な授与団体になっている。また、本来の雷神信仰とは直接関連しない鎮守神的な信仰も集めている。一方、神社から遠隔地に形成される第2次信仰圏（埼玉県吉川市など）では、金村講組織は他の宗教組織とは独立し、本来の雷神信仰が維持され、鎮守神的な信仰はない。個人の崇敬者はごく少数である。遠方にあることから、参拝は代参に限られ、観光的性格を帯びたものである。松井圭介による研究によると、山岳信仰で見られる第3次信仰圏は、金村別雷神社には成立しなかった。

## ロケ地
金村別雷神社は、つくば市内ではつくば国際会議場と並ぶロケーション撮影の多く行われる場所でもある。
- テレビドラマ『ちびまる子ちゃん』（2006年、フジテレビ）[42]
- テレビドラマ『砂時計』（2007年、TBS）[43]
- テレビドラマ『山田太郎ものがたり』（2007年、TBS）[44]
- テレビドラマ『はだしのゲン』（2007年、フジテレビ）[45]
- 大河ドラマ『篤姫』（2008年、NHK） - 肝付尚五郎の稽古シーン[46]
- 映画『ドロップ』（2009年、角川映画）[47]
- 大河ドラマ『龍馬伝』（2010年、NHK） - 坂本龍馬が子どもたちと遊ぶシーン[48]
- テレビドラマ『モテキ』（2010年、テレビ東京）[49]
- 映画『これでいいのだ!!映画★赤塚不二夫』（2011年、東映）[50] - 少年時代の回想シーン[51]